# Мета-
Мета- (с греч. μετά- «между, после, через») — часть сложных слов, обозначающая абстрагированность, обобщённость, промежуточность, следование за чем-либо, переход к чему-либо другому, перемену состояния, превращение (например, метагалактика, метацентр).
В древнегреческом языке предлог μετά (metá) и приставка μετα- имеет значения: «после», «следующее», «за», а также «через», «между».

## Химия
В химии приставка мета- используется для обозначения химических веществ, различных по составу, и изомеров химических веществ.
В органической химии мета- употребляется наряду с приставками орто- и пара- для обозначения положения двух одинаковых или различных друг относительно друга заместителей в бензольном кольце.
В неорганической химии приставка мета- употребляется наряду с приставкой орто- в названиях форм кислот, отличающихся по количеству содержащихся в них молекул воды (орто- — наибольшее, мета- — наименьшее). Например, ортофосфорная Н3РО4 и метафосфорная НРО3 кисло́ты.

## Эпистемология и гуманитарные науки
В эпистемологии приставка «мета-» означает «о себе». Например, метаданные — данные о данных (кто выдаёт их, когда, какой формат данных используется и т. п.). Аналогично, метапамять в психологии обозначает интуицию личности о том, сможет ли она вспомнить нечто, если сконцентрируется на воспоминании. Любая дисциплина имеет метатеорию, которая является теоретическими соображениями о её основах и методах.

### Особенности этимологии
Александрийский философ-перипатетик Андроник Родосский (I век до н. э.) в изданном им собрании сочинений Аристотеля озаглавил «τὰ μετὰ τὰ φυσικά» (буквально «то, что после физики») группу текстов, которые он поместил после трактатов по физике.
Сам Аристотель называл науку, изложенную в этих статьях, то «первой философией», то «наукой о божестве», то просто «мудростью». Сочинение, посвящённое этой дисциплине, он называл «О сущности» или «О сущем и сущности».
Впоследствии название «метафизика» стали прилагать к наиболее общей части философии, к учениям о высших принципах познания (онтология), о Боге, о первоначале мира, о бессмертии души и свободе воли.
Метафизика описывает принципы, на которых основана физика, является наукой более высокого уровня по отношению к ней.
Это обобщение передалось приставке мета-.